# Sabina Dana
Sabina Dana (* 9. Juni 1988 in Tirana) ist eine albanische Popsängerin, die durch das Lied E kam pas bekannt wurde.

## Leben
Dana wurde 1988 in einem Vorort von Tirana geboren und wuchs dort auf. Sie entstammt einer musikalischen Familie. Nach ihrem Schulabschluss 2003 studierte sie Musik an der Universität der Künste in Tirana und erhielt ihr Masterdiplom.
Erste Aufmerksamkeit erlangte sie durch ihren ersten eigenen Song Déjà vu. Die Zusammenarbeit mit Valton Krasniqi vergrößerte Danas Bekanntheitsgrad. Es folgten weitere erfolgreiche Lieder. Mit Krasniqi nahm sie 2011 die Single Të dua (deutsch: Ich liebe dich) auf, die im albanischen Sprachraum Erfolge erzielen konnte.
Im November des Jahres 2012 veröffentlichte Dana die Single E kam pas (deutsch: Danach habe ich es). Der Rapper Dafi Derti und Sänger Mandi Nishtulla hatten im Lied einen Gastauftritt. E kam pas zählte im Oktober 2013 über 65 Millionen Klicks auf der Internetplattform YouTube. 2016 erschien Bebeğim als türkischsprachige Version des Liedes E kam pas, die von Serkan Kaya, Silva Gunbardhi und Dafi Derti gesungen wird.

## Diskografie
Singles
- 2011: Motivi je ti
- 2011: Fale zemren (feat. Ervin Bushati)
- 2012: Të dua (feat. Valton Krasniqi)
- 2012: E kam pas (feat. Dafi Derti & Mandi Nishtulla)
- 2013: Jo nuk tu (feat. Klodian Kodra & 52oni)
- 2013: Unë apo ti (feat. Bery Nutai & Miri)
- 2014: Mangav Mangav
- 2016: Mos bo zo